# Barovo
Pour l’article homonyme, voir Barovo (Demir Kapiya).
Barovo (en macédonien Барово, en albanais Berova) est un village du nord de la Macédoine du Nord, situé dans la municipalité de Sopichté. Le village comptait 23 habitants en 2002. Il est majoritairement albanais et se trouve sur le versant sud du mont Vodno.

## Démographie
Lors du recensement de 2002, le village comptait :
- Albanais : 13
- Macédoniens : 9
- Serbes : 1